# Liste des ducs de Södermanland
Depuis le XIVe siècle, plusieurs princes ont été créés ducs de Södermanland (en suédois : Hertig av Södermanland) par les rois de Suède successifs. Nominal depuis 1772, ce titre se transmet aussi à l’épouse du prince, qui est ainsi une duchesse consort.

## Liste des ducs et duchesses de Södermanland

### Maison de Bjälbo
Sous la maison de Bjälbo, un prince a porté ce titre :
1. le prince Erik de Suède (1282-1318), de 1302  (titré aussi duc de Svealand, de Värmland, de Västergötland, de Dalsland  et d'Halland du Nord (sv)) à sa mort (par Birger de Suède) ; 
 titre transmis à son épouse, la princesse Ingeborg Hakonsdatter (1301-1361), en tant que duchesse consort, de son mariage, en 1312 à 1326.

#### Armoiries

Armoiries du prince Erik[1].

### Maison Vasa
Sous la maison Vasa, trois princes ont porté ce titre :
1. le prince Charles de Suède (1550-1611), de 1560 (titré aussi duc de Värmland et de Närke) à sa montée sur le trône en 1604 (par testament à la mort du roi Gustave Ier Vasa) ; 
 titre transmis à son épouse, la princesse Marie (1561-1589), en tant que duchesse consort, de son mariage, en 1579, à sa mort en 1589 ; 
 titre transmis à sa seconde épouse, la princesse Christine (1573-1625), en tant que duchesse consort, de son mariage, en 1592, à 1604 ;
2. le prince héritier Gustave-Adolphe (1594-1632), de 1604 à 1607, devient duc de Finlande ;
3. le prince Charles-Philippe de Suède (1601-1622), de 1607 (titré aussi duc de Värmland et de Närke) à sa mort ;

#### Armoiries

Armoiries du prince Charles.
Armoiries de la princesse Marie.
Armoiries de la princesse Christine.

### Maison de Holstein-Gottorp
Sous la maison de Holstein-Gottorp, un seul prince a porté ce titre :
1. le prince Charles (1748-1818), de 1772 à sa montée sur le trône en 1809 (par Gustave III) ; 
 titre transmis à son épouse, la princesse Hedwige (1759-1818), en tant que duchesse consort, de son mariage, en 1774 à 1809 ;

#### Armoiries

Armoiries du prince Charles.

### Maison Bernadotte
Sous la maison Bernadotte, 4 princes ont porté et porte ce titre :
1. le prince Oscar de Suède et de Norvège (1799-1859), de 1810 à sa montée sur le trône en 1844 (par Charles XIII) ; 
 titre transmis à son épouse, la princesse Joséphine (1807-1876), en tant que duchesse consort, de son mariage, en 1823, à 1844 ;
2. le prince Charles-Oscar de Suède et de Norvège (1852-1854), de sa naissance (par Oscar Ier) à sa mort;
3. le prince Guillaume de Suède et de Norvège (1884-1965) de sa naissance (par Oscar II) ; 
 titre transmis à son épouse, la princesse Marie Pavlovna (1890-1958), en tant que duchesse consort, de son mariage, en 1908, à 1914 ;
4. le prince Alexander de Suède (2016), depuis sa naissance (par Charles XVI Gustave).

#### Armoiries

Armoiries du prince Oscar de 1826 à 1844.
Armoiries du prince Charles-Oscar de Suède et de Norvège.
Armoiries du prince Guillaume de Suède et de Norvège de 1884 à 1905.
Armoiries du prince Guillaume de Suède de 1907 à 1955.
Armoiries du prince Alexander de Suède depuis 2016.